# Wassil Sjulschyn
Wassil Pjatrowitsch Sjulschyn (belarussisch Васіль Пятровіч Сюльжын; * 9. Mai 1946 in Sergejewitschi, Minskaja Woblasz) ist ein ehemaliger sowjetischer Ringer. Er war Weltmeister 1973 und Europameister 1972 und 1973 im Freistil im Mittelgewicht.

## Werdegang
Wassil Sjulschyn, ein Weißrusse, gehörte der Sportorganisation "Dynamo" an und war in Minsk beheimatet. Er war Angehöriger der sowjetischen Sicherheitsorgane. In der ersten Hälfte der 1970er Jahre gehörte er zu den besten sowjetischen Freistilringern im Mittelgewicht und damit auch zu den besten Ringern in diesem Stil auf der Welt.
Im Jahre 1972 wurde er erstmals bei einer internationalen Meisterschaft, der Europameisterschaft in Kattowitz, eingesetzt. Er konnte dort auf Anhieb überzeugen und gewann in überlegener Manier den Europameistertitel im Mittelgewicht. Unter den von ihm besiegten Ringern war auch Wolfgang Nitschke aus der DDR, der nach 1990 für viele Jahre erfolgreicher Bundestrainer der deutschen Freistilringer war. Bei den Olympischen Spielen dieses Jahres in München kam Wassil Sjulschyn nicht zum Einsatz. Hier startete für die Sowjetunion Lewan Tediaschwili, der die Goldmedaille gewann.
1973 wurde zum erfolgreichsten Jahr in der Ringerlaufbahn von Wassil Sjulschyn. Er gewann zunächst bei der Europameisterschaft in Lausanne erneut den EM-Titel. Er benötigte dazu sechs Siege und ein Unentschieden. Auch Benno Paulitz, der starke Mittelgewichtler aus der DDR, musste dabei die Überlegenheit von Wassil Sjulschyn anerkennen. Im gleichen Jahr wurde er dann in Teheran auch Weltmeister im Mittelgewicht. Hierbei besiegte er u. a. Ismail Abilow aus Bulgarien, Günter Spindler aus der DDR, den Silbermedaillengewinner von München und späteren Olympiasieger von 1976 John Peterson aus den USA und Vasile Iorga aus Rumänien.
1974 war Wassil Sjulschyn bei keinen internationalen Meisterschaften am Start. 1975 war er aber wieder dabei. Er hatte aber nicht mehr die Form von 1973 und schied bei der Europameisterschaft dieses Jahres in Ludwigshafen am Rhein nach Niederlagen gegen Mehmet Uzun aus der Türkei u. Henryk Mazur aus Polen schon nach der 2. Runde aus und belegte nur den 11. Platz. Es überraschte, dass er trotzdem auch bei der Weltmeisterschaft eingesetzt wurde. Möglicherweise hing dies damit zusammen, dass diese in seiner Heimatstadt Minsk ausgetragen wurde und man sich sowjetischerseits davon natürlich einen Erfolg versprach. Wassil Sjulschyn konnte diese Hoffnungen aber nicht erfüllen, denn er schied auch in Minsk nach Niederlagen gegen Mehmet Uzun und Adolf Seger aus der BRD schon nach der 2. Runde aus und belegte wiederum nur den 11. Platz.
Nach diesen beiden Misserfolgen war die internationale Ringerkarriere von Wassil Sjulschyn beendet. Dies mag auch damit zusammenhängen, dass der Sowjetunion in der Gewichtsklasse von Wassil Sjulschyn in Lewan Tediaschwili, Magomedchan Arazilow, Anatoli Prokoptschuk und Wiktor Nowoschilow noch weitere Weltklasseringer zur Verfügung standen.

## Erfolge
(WM = Weltmeisterschaft, EM = Europameisterschaft, F = freier Stil, Mi = Mittelgewicht, damals bis 82 kg Körpergewicht, Hs = Halbschwergewicht, damals bis 90 kg Körpergewicht)
- 1972, 1. Platz, EM in Kattowitz, F, Mi, mit Siegen über Charles Kelly, Großbritannien, Jan Wypiórczyk, Polen, Leif Andersson, Schweden, Wolfgang Nitschke, DDR, Ion Dumitru, Rumänien u. einem Unentschieden gegen Iwan Iliew, Bulgarien;
- 1973, 1. Platz, "Dynamo"-Spartakiade in Berlin (Ost), F, Hs, vor Deltschew, Bulgarien u. Kielbowski, Polen;
- 1973, 1. Platz, EM in Lausanne, F, Mi, mit Siegen über Frank Andersson, Schweden, André Bouchoule, Frankreich, Bernhard Dunke, BRD, Vasile Iorga, Rumänien, Schukri Ljutwiew, Bulgarien u. Benno Paulitz, DDR u. einem Unentschieden gegen Hayri Polat, Türkei;
- 1973, 1. Platz, WM in Teheran, F, Mi, mit Siegen über Ismail Abilow, Bulgarien, Alois Peng, Schweiz, Günter Spindler, DDR, John Peterson, USA u. Vasile Iorga;
- 1974, 1. Platz, Studenten-WM in Moskau, F, Mi, vor Vasile Iorga u. D. Saberski, Bulgarien;
- 1975, 11. Platz, EM in Ludwigshafen am Rhein, F, Mi, nach Niederlagen gegen Mehmet Uzun, Türkei u. Henryk Mazur, Polen;
- 1975, 11. Platz, WM in Minsk, F, Mi, nach Niederlagen gegen Mehmet Uzun und Adolf Seger, BRD